# Come il sole all'improvviso/Una ragione per vivere
Come il sole all'improvviso/Una ragione per vivere è un singolo di Zucchero Fornaciari, pubblicato nel 1986 come estratto dall'album Rispetto.

## Descrizione

### Copertina
La copertina del 45 giri "immortala" le firme dei due autori dei brani, ovvero Gino Paoli e Zucchero Fornaciari.
Sul retro vengono mostrati in sfondo i due cantanti ed il testo dei brani.

### Come il sole all'improvviso
Come il sole all'improvviso è la canzone del Lato A, testo scritto da Gino Paoli, e da Zucchero Fornaciari la parte musicale.
Inizialmente non riscuote un grande successo rispetto ad altri brani del bluesman.

### Una ragione per vivere
Una ragione per vivere è la canzone del Lato B, scritta interamente da Zucchero Fornaciari.

## Tracce
1. Come il sole all'improvviso – 3:58 (testo: Gino Paoli – musica: Zucchero)
2. Una ragione per vivere – 1:51 (Zucchero)

## Altre versioni
Nel 2004 il brano Like the Sun (from Out of Nowhere), versione in lingua inglese di Come il sole all'improvviso, registrato e incluso in Zu & Co., fu estratto come quarto e penultimo singolo dalla raccolta. Il brano vede la partecipazione di Macy Gray e Jeff Beck.

## Cover
Laura Pausini incluse nel suo album di cover Io canto una propria versione di Come il sole all'improvviso, che fu cantata con Johnny Hallyday.